# Doreen Denny
Doreen Denny, née le 28 janvier 1941, est une danseuse sur glace britannique.

## Biographie

### Carrière sportive
Aux côtés de son partenaire Courtney Jones, elle remporte les championnats du monde en 1959 et 1960, ainsi que les championnats d’Europe de 1959 à 1961.

### Reconversion
Elle se consacre ensuite à l’entraînement, s’occupant entre autres de Colleen O’Connor et James Millns, qui remportent une médaille de bronze olympique à Innsbrück en 1976.
En 1982, son trophée mondial de 1959 lui est dérobé lors d’un cambriolage ; Denny se le voit rendu par une suite de coïncidences en 2010.

## Palmarès
Avec Courtney Jones
| Compétition                                                                                            | 1959 | 1960 | 1961 |
| Championnats du monde                                                                                  | 1er  | 1er  | CA   |
| Championnats d'Europe                                                                                  | 1er  | 1er  | 1er  |
| Championnats de Grande-Bretagne                                                                        | 1er  | 1er  | 1er  |
| Légende : CA = Championnats du monde 1961 annulés à cause de la catastrophe aérienne du vol 548 Sabena |      |      |      |